# Commission des Communautés européennes
Cet article court présente un sujet plus développé dans : Cour de justice de l’Union européenne.
Avant le 1er décembre 2009, la Commission des Communautés européennes était l'une des cinq institutions des Communautés européennes. Créée en 1967 lors de l'entrée en vigueur du traité de fusion des exécutifs communautaires, elle remplaça les trois institutions exécutives de la CECA (Haute Autorité), de la Communauté économique européenne (Commission) et de la Communauté européenne de l'énergie atomique (Commission Euratom).
Depuis l'entrée en  vigueur du traité de Lisbonne, elle a été renommée Commission européenne.